# Bach (Dieterskirchen)
Bach ist ein Gemeindeteil von Dieterskirchen im Oberpfälzer Landkreis Schwandorf (Bayern).

## Geographische Lage
Bach befindet sich ungefähr zwei Kilometer südwestlich von Dieterskirchen an der Staatsstraße 2398 am Ufer der Ascha.

## Geschichte

### Anfänge bis 16. Jahrhundert
Bach (auch: Pach) wurde im 13. Jahrhundert erstmals schriftlich erwähnt als 1232 der ortenburgische Ministeriale Fridericus de Pach bei einer Verpfändung als Zeuge auftrat.
1417 stifteten Ulrich, Ruger und Pablik Warberger eine jährliche Gilt zu Bach zugunsten des Klosters Schönthal.
Ein Hof in Bach war 1448 Lehen von Sigmund Prackendorfer, der Inhaber von Prackendorf war. Dieser Hof blieb bis 1717 zum Lehen Prackendorf gehörend.
Für das innere Amt Neunburg vorm Wald wurde Bach zuerst 1522 mit vier Mannschaften dann 1572 im Musterungsregister mit drei Mannschaften genannt mit der Bemerkung „die anderen Bauern sind dem Adel gehörig“.
Im Visitationsprotokoll von 1582 wurde Bach als Teil der Pfarrei Dieterskirchen aufgeführt.

### 17. Jahrhundert
Zwei Höfe in Bach gehörten 1631 zur Landsasserei Schönau (bei Schwarzhofen), die im Besitz von Hans Jakob von Pertolzhofen war.
Ein Hof in Bach gehörte 1631 zur Landsasserei Thanstein. Er wurde während des Dreißigjährigen Krieges verwüstet und lag dann öde.
1631 hatte Bach die folgenden Besitzer:
- Zum Inneren Amt Neunburg gehörten ein Hof, ein Gut, ein Gütel, 34 Rinder, 8 Schweine, 33 Schafe, eine Ziege und 9 Bienenstöcke.
- Zur Hofmark Thanstein gehörten eine Mühle, 10 Rinder und ein Schwein.
- Zur Hofmark Schönau (bei Schwarzhofen) gehörten zwei Höfe, 28 Rinder, 4 Schweine und 30 Schafe.
- Zur Hofmark Dieterskirchen gehörten ein Hof und vier Rinder.
- Zur Hofmark Prackendorf gehörten ein Gut, 10 Rinder, ein Schwein und 15 Schafe.

Zusammenfassend gab es 1631 in Bach 8 Anwesen (eines davon eine Mühle), 86 Rinder, 14 Schweine, 78 Schafe, eine Ziege und 9 Bienenstöcke, die sich auf 5 verschiedene Herrschaftsbereiche verteilten.
1652 wurde Bach als „zur Hofmark Dieterskirchen gehörig“ genannt.
1661 nach Ende des Dreißigjährigen Krieges verzeichnete das Musterungsregister in Bach, zum Inneren Amt Neunburg vorm Wald gehörend, nur noch eine Mannschaft.
1661 hatte Bach die folgenden verschiedenen Besitzer:
- Zum Inneren Amt Neunburg gehörten zwei Höfe, ein Gütel, 23 Rinder, 7 Schweine und 8 Schafe.
- Zur Hofmark Thanstein gehörten eine Mühle (baufällig), 8 Rinder, ein Schwein und 2 Schafe.
- Zur Hofmark Schönau (bei Schwarzhofen) gehörten zwei Höfe, 15 Rinder, 6 Schweine und 8 Schafe.
- Zur Hofmark Dieterskirchen gehörten ein Hof, 5 Rinder und eine Ziege.
- Zur Hofmark Prackendorf gehörten ein Gut, 10 Rinder, ein Schwein.

Zusammenfassend kann man sagen, dass es 1661 in Bach 8 Anwesen (eines davon eine baufällige Mühle), 61 Rinder, 15 Schweine, 18 Schafe und eine Ziege gab, die sich auf 5 verschiedene Herrschaftsbereiche verteilten.

### 18. Jahrhundert
1717 gehörte ein Haus, ein Hof eine Feuerstatt und ein Untertan in Bach zu Thanstein.
1762 hatte Bach drei Eigentümer, drei Inwohner und damit 6 Untertanen, die zum inneren Amt Neunburg gehörten.
1785 gehörten drei Untertanen, darunter ein Müller, aus Bach zu Thanstein. Inhaberin von Thanstein war Carolina Josepha, die Ehefrau Max von Hollnsteins.
Zwei Höfe in Bach gehörten 1786 zum Landgut Kröblitz, dessen Besitzer Wilhelm von Weinbach war.
Ende des 18. Jahrhunderts hatte Bach die folgenden Besitzer:
- Zum Landgericht Neunburg gehörten drei Anwesen.
- Zum Pflegamt Murach gehörten 10 Anwesen.
- Zur Hofmark Thanstein gehörte ein Anwesen.
- Zur Hofmark Dieterskirchen gehörten zwei Anwesen.
- Zur Landsasserei Prackendorf gehörte ein Anwesen.
- Zur Landsasserei Kröblitz gehörten zwei Anwesen.

Ende des 18. Jahrhunderts gab es in Bach 19 Anwesen, die sich auf 6 verschiedene Herrschaftsbereiche verteilten, die jeweils ganz unterschiedlich die Niedere Gerichtsbarkeit und die Hohe Gerichtsbarkeit ausübten.

### 19. Jahrhundert
Zu Beginn des 19. Jahrhunderts wurde staatlicherseits versucht, die Verwaltungsstruktur zu vereinfachen und – gegen den zähen Widerstand der Besitzer – die Gerichtsbarkeit auf den Staat zu übertragen. Dieser Prozess verlief in mehreren Schritten.
Durch Säkularisation und Mediatisierung wurden die zersplitterten territorialstaatlichen Gebilde und die differenzierte Struktur der gerichts- und grundherrlichen Zuordnungen beseitigt und versucht, die gutsherrlichen Rechte nach und nach zu reduzieren.
Es wurden Landgerichte älterer Ordnung gebildet.
Entsprechend einer Verordnung von 1808 wurde das Landgericht Neunburg vorm Wald in 55 Steuerdistrikte unterteilt. Dabei bildete Dieterskirchen mit den Ortschaften Bach, Dieterskirchen, Kolmhof, Pottenhof, Pottenhofermühle, Saggau, Silbermühle, Stegen und Weichelau einen Steuerdistrikt.
Bach hatte zu dieser Zeit einen Schmied, einen Wagner, einen Wirt, einen Weber und zwei Müller.
1820 wurden Ruralgemeinden gebildet. Dabei entstand die Ruralgemeinde Bach, die aus der Ortschaft Bach mit 19 Familien, der Ortschaft Weichelau mit 6 Familien und der Ortschaft Saggau mit 2 Familien bestand.
Für die zunächst weiter bestehenden Patrimonialgerichte wurden im Organischen Edikt über die Patrimonialgerichtsbarkeit Vorschriften erlassen, die darauf zielten, nur noch größere und zusammenhängende Territorien zuzulassen. Daneben wurde jede Gelegenheit wahrgenommen, Patrimonialgerichte aufzulösen und die Gerichtsbarkeit an die Landgerichte einzuziehen.
Dieser Prozess führte in Bach zunächst noch zu keinem Erfolg. Die Zerrissenheit von Bach im 17. und 18. Jahrhundert setzte sich bis in das 19. Jahrhundert fort. Zu Beginn des 19. Jahrhunderts unterstanden in Bach:
- drei Familien dem Patrimonialgericht Thanstein unter dem Inhaber Max Graf von Holnstein.[21]
- zwei Familien dem Patrimonialgericht Kröblitz unter dem Inhaber Wilhelm Freiherr von Weinbach.[22]
- vier Familien dem Patrimonialgericht I. Klasse Dieterskirchen unter dem Inhaber Anton Freiherr von Horneck.[23]
- drei Familien dem Patrimonialgericht II. Klasse Rauberweiherhaus unter dem Inhaber Max Graf von Holnstein.[24]

1848 wurden die feudalen Privilegien abgeschafft und die Patrimonialgerichte aufgelöst.
Die Gerichtsbarkeit und die Polizeigewalt ging damit endgültig und vollständig an den Staat über.

### 20. Jahrhundert bis Gegenwart
Zum Stichtag 23. März 1913 (Osterfest) wurde Bach als Teil der Pfarrei Dieterskirchen mit 21 Häusern und 141 Einwohnern aufgeführt.
1964 bestand die Gemeinde Bach aus den Ortschaften Bach, Frauenhäusl, Katharinenthal, Kieselmühle, Kolmhof, Saggau, Tradhof und Weichelau.
1975 wurde die Gemeinde Bach aufgelöst und nach Dieterskirchen eingemeindet.
Am 31. Dezember 1990 hatte Bach 102 Einwohner und gehörte zur Pfarrei Dieterskirchen.

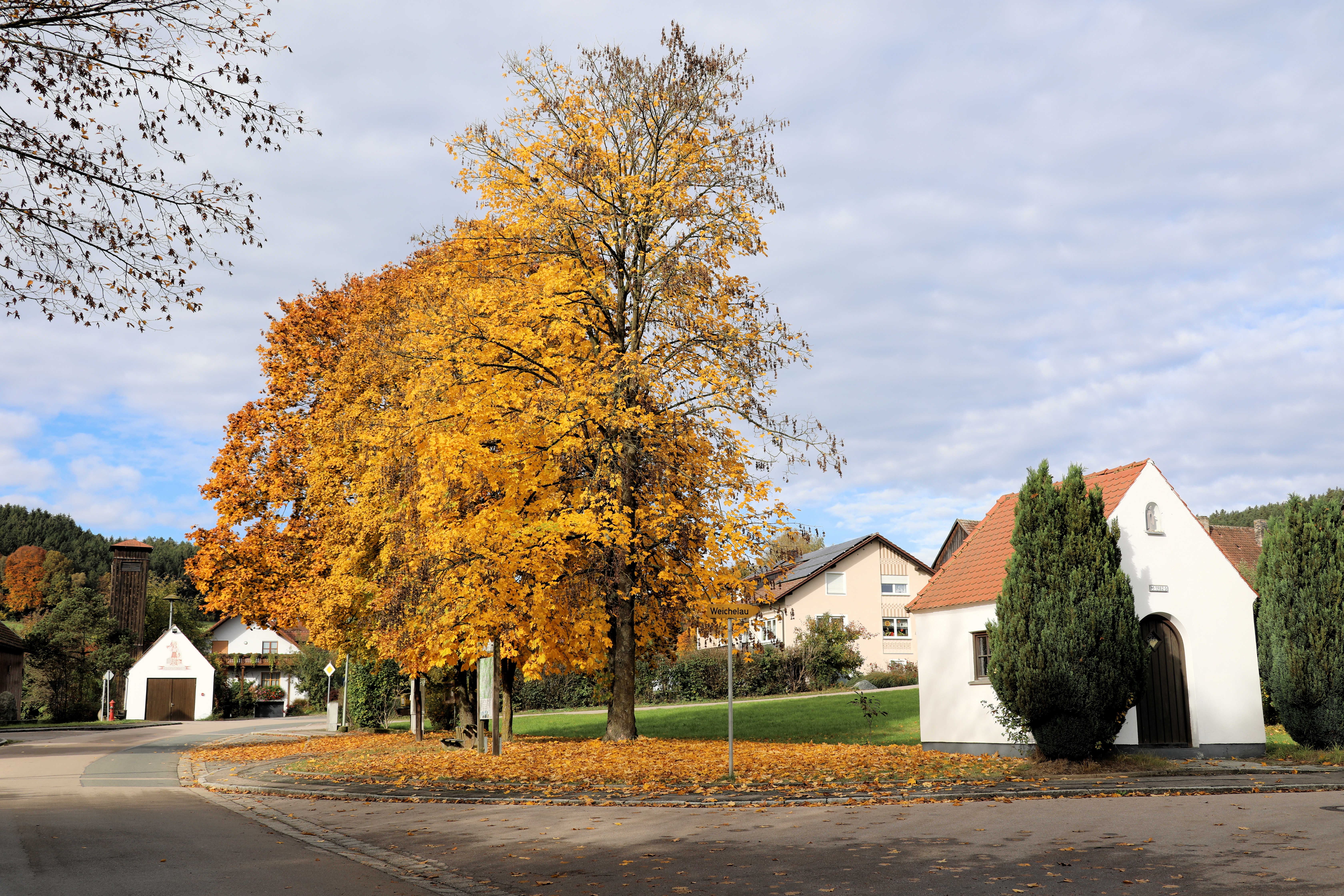
Dorfkapelle (2023)
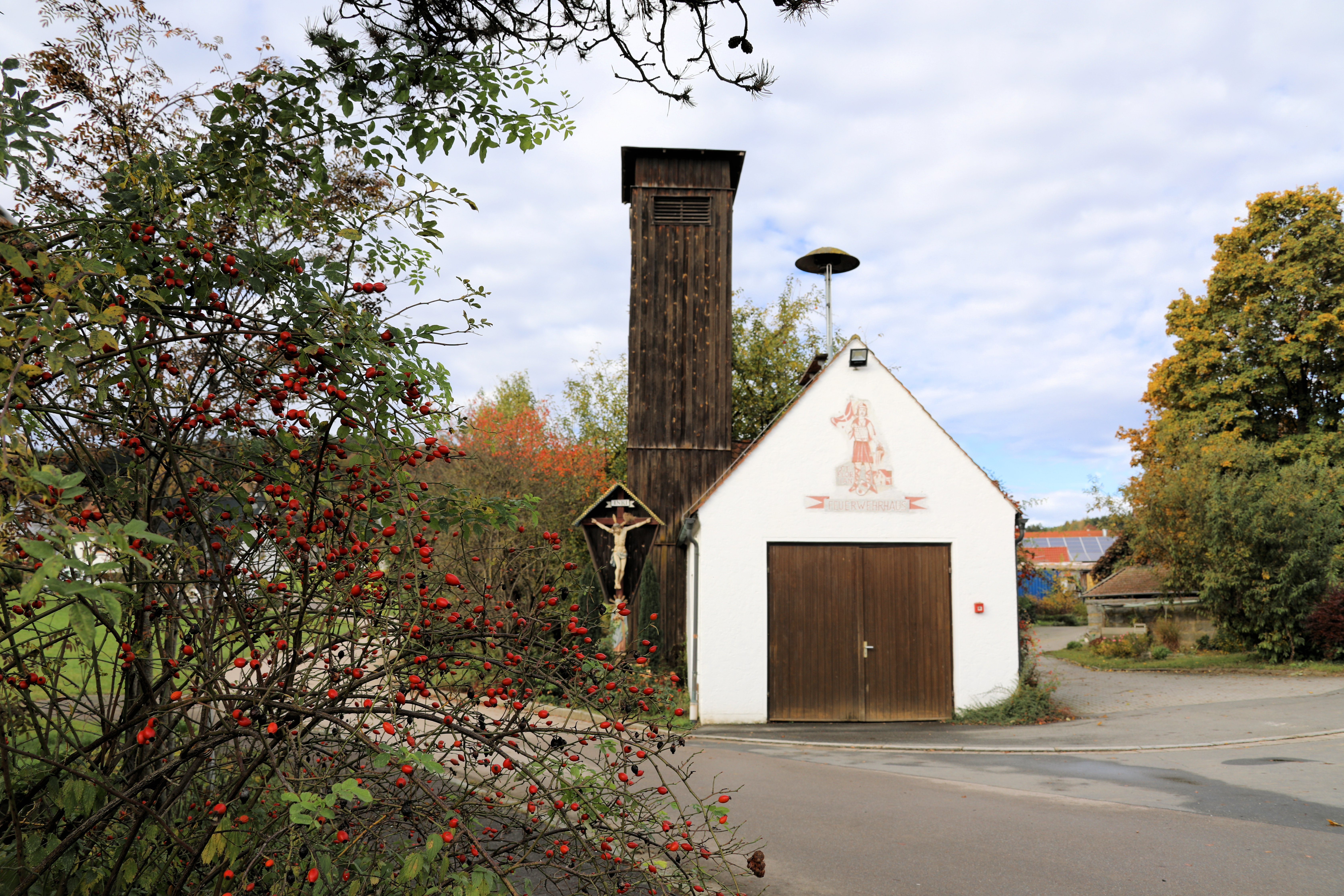
Feuerwehrhaus (2023)
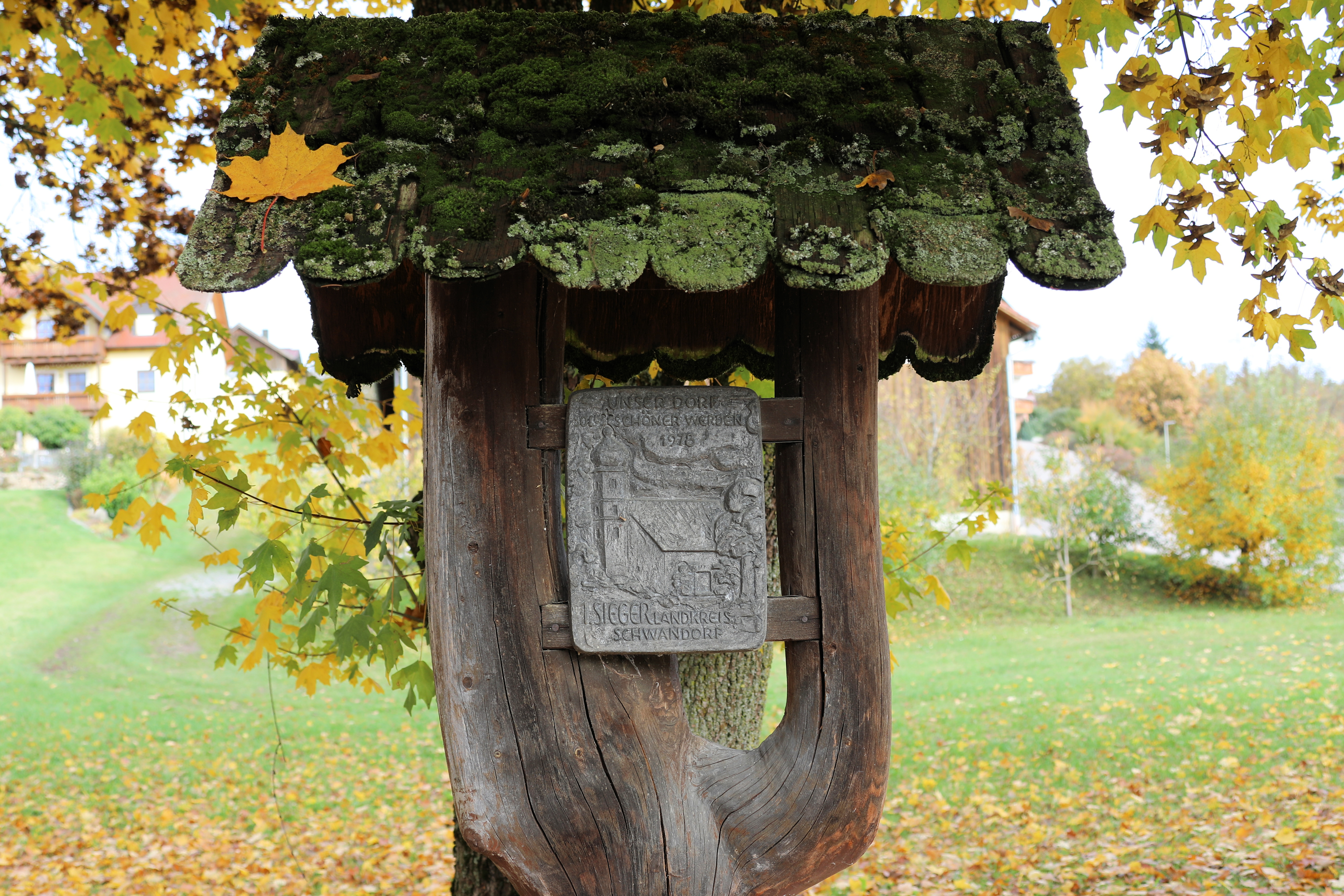
1. Sieger im Landkreis Schwandorf
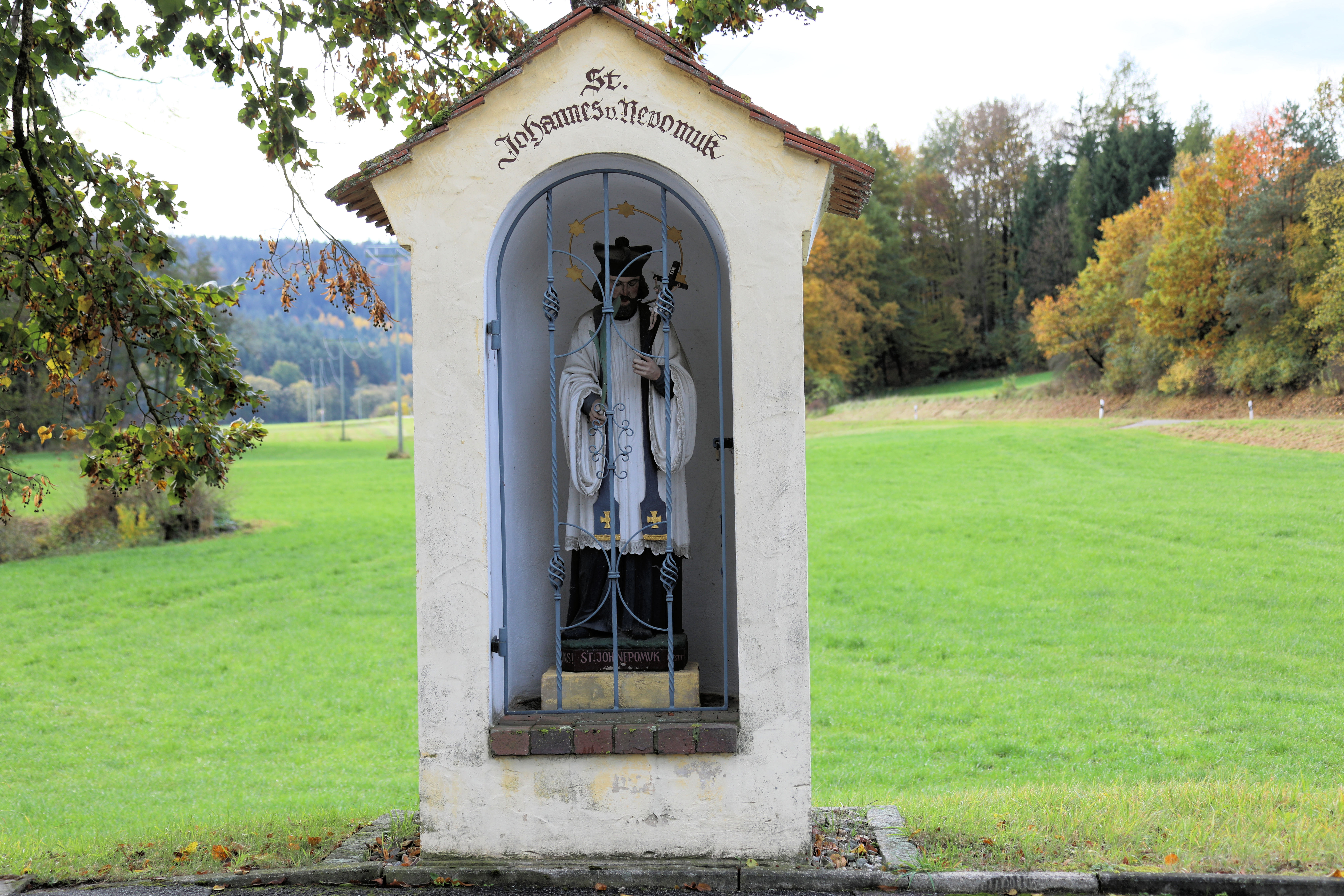
Nepomuk an der Ascha (2023)
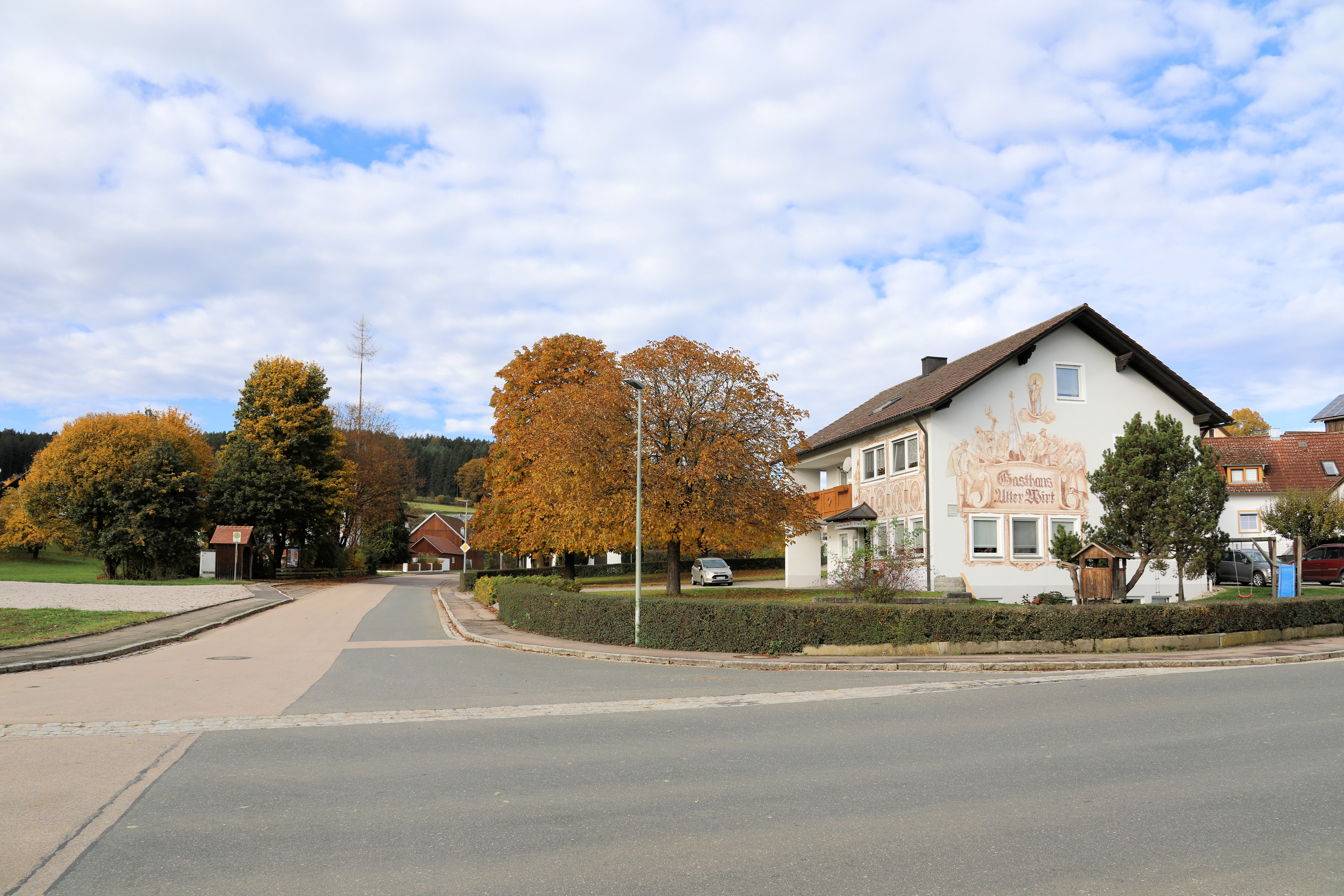
Ortsansicht (2023)

## Einwohnerentwicklung der Gemeinde Bach
| Jahr | Einwohner |
| ---- | --------- |
| 1840 | 287       |
| 1861 | 308       |
| 1867 | 266       |
| 1871 | 262       |
| 1890 | 315       |
| 1900 | 260       |
| 1910 | 250       |

| Jahr | Einwohner |
| ---- | --------- |
| 1919 | 257       |
| 1933 | 222       |
| 1939 | 212       |
| 1946 | 221       |
| 1950 | 217       |
| 1961 | 190       |
| 1975 | 179       |